# Ubichinone

Strukturformel der Ubichinone. Die Anzahl der Isopreneinheiten ist n, beim Menschen ist n gewöhnlich 10

Ubichinone sind organische Verbindungen, die in allen Lebewesen verbreitet sind (lateinisch ubique = überall) und als Elektronen- und Protonenüberträger in der Atmungskette fungieren (Q-Zyklus).
Grundkörper der Ubichinone ist das zur Stoffgruppe der Chinone zählende 1,4-Benzochinon, das in den Positionen 2 und 3 eine Methoxygruppe, in der Position 6 eine Methylgruppe und in der Position 5 eine Isoprenoid-Seitenkette enthält. 
Die Ubichinone werden nach Anzahl der Isopren-Einheiten (n) in der Seitenkette als Ubichinon-1, Ubichinon-2, Ubichninon-3 usw. bezeichnet und als Q-1, Q-2, Q-3 (auch UQ-1 usw.) usw. abgekürzt.

## Vorkommen
In der Hefe Saccharomyces cerevisiae findet sich Q-6, in den Bakterien Escherichia coli und Sterolibacterium denitrificans Q-8, in Nagetieren Q-9 und in den meisten anderen Säugetieren einschließlich des Menschen überwiegt Q-10.